# Wagnon
 Wagnon  es una población y comuna francesa, en la región de Champaña-Ardenas, departamento de Ardenas, en el distrito de Rethel y cantón de Novion-Porcel.
Está integrada en la Communauté de communes des Crêtes Préardennaises.
La fiesta local es el segundo domingo de septiembre.

## Demografía
| 212 | 157 | 149 | 118 | 96 | 96 |
| Para los censos de 1962 a 1999 la población legal corresponde a la población sin duplicidades (Fuente: INSEE [Consultar]) |     |     |     |    |    |

## Lugares y monumentos
- Iglesia del siglo XVII.